# Поґродзе
Поґродзе (пол. Pogrodzie, нім. Neukirch-Höhe) — село в Польщі, у гміні Толькмицько Ельблонзького повіту Вармінсько-Мазурського воєводства.
Населення — 614 осіб (2011).
В селі зберіглися костел св. Миколая - неоготичний, стара плебаня, стара пожежна реміза (збудована перед Другою світовою війною), руїни молокозаводу, будинок в якому мешкав керівник кооперативу ветеранів АК - генерал Болеслав Нечуя-Островський. Поблизу села на виїзді на Толькмицько знаходиться необарокова каплиця над похованням померлих від холери. В селі знаходиться початкова школа. 
У 1975-1998 роках село належало до Ельблонзького воєводства.

## Демографія
Демографічна структура станом на 31 березня 2011 року:
|          | Загалом | Допрацездатний вік | Працездатний вік | Постпрацездатний вік |
| -------- | ------- | ------------------ | ---------------- | -------------------- |
| Чоловіки | 312     | 57                 | 221              | 34                   |
| Жінки    | 302     | 58                 | 180              | 64                   |
| Разом    | 614     | 115                | 401              | 98                   |

## Пам'ятки
Перший костел в Погродзю збудовано в XIV ст. Сучасний неоготичний костел був поставлений в 1885 р. на місці старого у 1778—1789 рр. З цього вистрою збереглися амвона 1650 р., дві скульптури XVII ст., а також образ Святого Миколая пензля Йосипа Коженьовського. Цей костел весь час залишався католицьким. Біля костелу існувало німецьке кладовище. Поблизу знаходився також пам'ятник полеглим на фронтах Першої світової війни, плити від якого знаходяться у костелі св. Миколая.

## Українські сліди

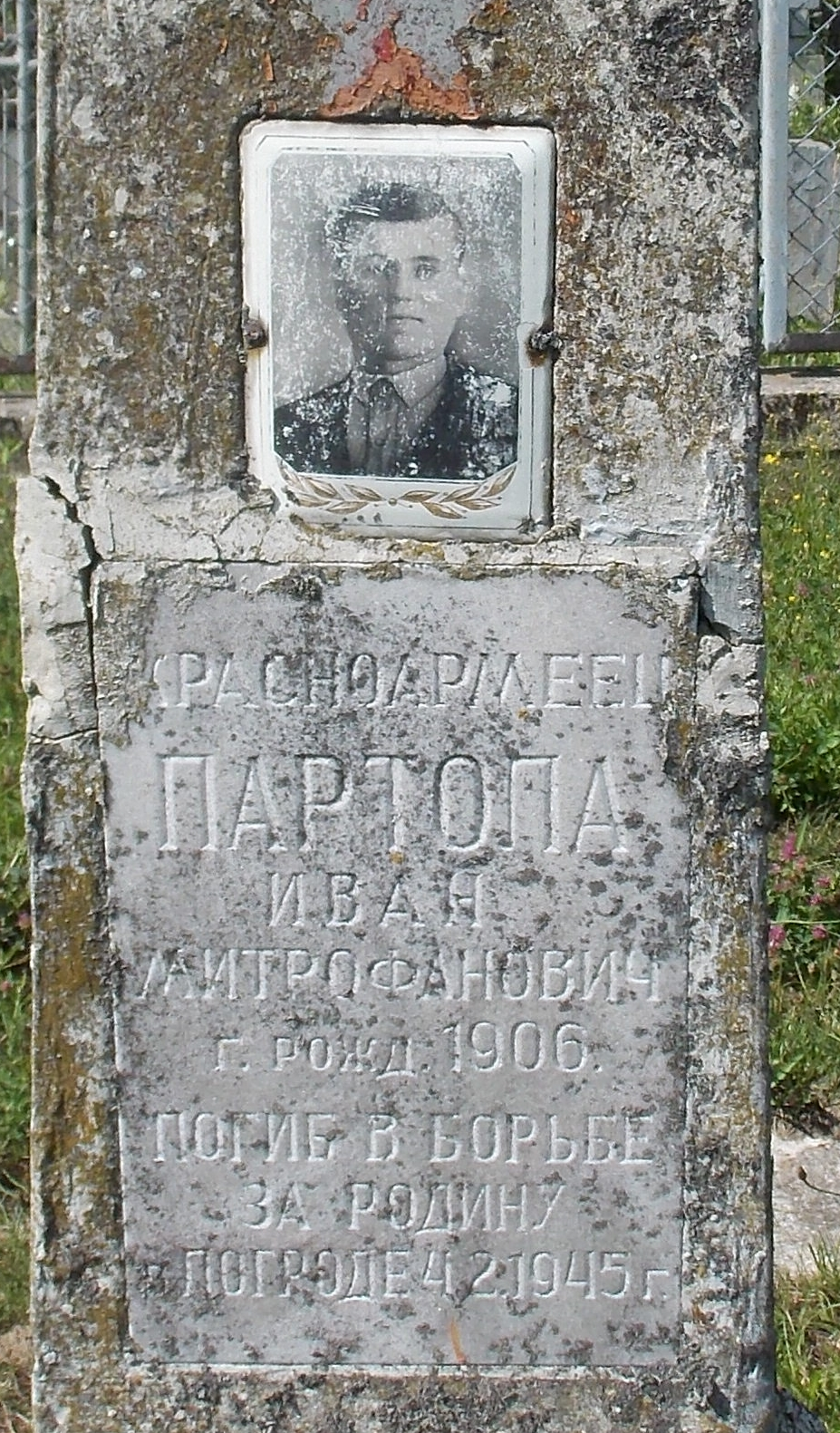
Могила червоноармійця Партопи Івана Митрофановича 1906 р. н. загинув в боях за Батьківщину. Поґродзе, 04.02.1945 р. Радянський військовий цвинтар на вул. Агрикола в Ельблонгу. Фото Івана Парнікози, 25 червня 2014 р.

У боях під c. Поґродзе 04.02.1945 р., імовірно, під час відбиття німецького прориву, загинув червоноармієць-українець Партопа Іван Митрофанович.
В с. Поґродзе (Pogrodzie) та околицях мешкали та мешкають такі родини, імовірно, українського походження: Григорчик, Янкунець, Варейко, Жихолко, Мирата, Політенко та Шведко.
На парафіяльному цвинтарі в Погродзі, який є відносно молодим (не існував в німецький час) зустрічаються наступні прізвища українського походження: Марущак, Жилюк, Никонюк, Чурило, Щигло, Савка, Олексяк та Мокрисяк. Є випадки переносу більш ранніх поховань з інших цвинтарів.
На цвинтарі в с. Погродзе, який є відносно молодим (не існував в німецький час) зустрічаються наступні прізвища українського походження: Марущак, Жилюк, Никонюк, Чурило, Щигло, Савка, Олексяк та Мокрисяк. Є випадки переносу більш ранніх поховань з інших цвинтарів.
На цвинтарі похований директор школи в Погродзі – Тадеуш Дорош (01.02.1935- 13.11.1996). Тадеуш Дорош був депортований з с. Тарноватка (імовірно Тарнавка з околиць Ланцута) в 1947 р. транспортом, який прибув до вокзалу в Гронові-Ельблонзькому. Звідси Тадеуша поселили до тодішнього Войцехова (сучасного Кшевська). В Лемборку закінчив педагогічний ліцей. Зустрів Марію з дому Путко, яка була вихованцем в дитячому садку в Ельблонгу. Спочатку мешкали в Каменніку, а потім Тадеуш отримав посаду директора школи в с. Погродзе, куди і переселилася родина. 
В 2022 р., після російської повномасштабної агресії проти України, о. Станіслав Шестовицький - настоятель римо-католицької парафії св. Миколая в Погродзі прийняв на старій плебані українських біженців, пристарілих людей та жінок з дітьми з Харкова, Сум, Ізюма та місцевостей Західної України. Біженцям допомагали мешканці Погродзя та навколишніх сіл.